# Russische Poolbillard-Meisterschaft 2011
Die russische Poolbillard-Meisterschaft 2011 war ein Poolbillardturnier, das vom 14. bis 17. November 2011 in der russischen Hauptstadt Moskau ausgetragen wurde. Ermittelt wurden die nationalen Meister in den Disziplinen 8-Ball, 9-Ball, 10-Ball und 14/1 endlos.
Erfolgreichster Spieler war Konstantin Stepanow. Er wurde Russischer Meister in den Disziplinen 14/1 endlos und 9-Ball sowie Vizemeister im 8-Ball. Bei den Damen gewann Natalja Seroschtan zwei Titel und jeweils eine Silber- und Bronzemedaille.

## Medaillengewinner
| Wettbewerb           | Gold                | Silber                  | Bronze             |
| -------------------- | ------------------- | ----------------------- | ------------------ |
| Herren – 14/1 endlos | Konstantin Stepanow | Jewgeni Buslajew        | Wladimir Lyssanow  |
| Herren – 14/1 endlos | Konstantin Stepanow | Jewgeni Buslajew        | Ruslan Tschinachow |
| Herren – 10-Ball     | Ruslan Tschinachow  | Sergei Nikitin          | Andrei Seroschtan  |
| Herren – 10-Ball     | Ruslan Tschinachow  | Sergei Nikitin          | Sergei Luzker      |
| Herren – 8-Ball      | Witali Pawluchin    | Konstantin Stepanow     | Maxim Dudanez      |
| Herren – 8-Ball      | Witali Pawluchin    | Konstantin Stepanow     | Ruslan Tschinachow |
| Herren – 9-Ball      | Konstantin Stepanow | Witali Pawluchin        | Artjom Tarnopolski |
| Herren – 9-Ball      | Konstantin Stepanow | Witali Pawluchin        | Andrei Seroschtan  |
| Damen – 14/1 endlos  | Natalja Seroschtan  | Darja Sirotina          | Xenija Karkawina   |
| Damen – 14/1 endlos  | Natalja Seroschtan  | Darja Sirotina          | Anna Maschirina    |
| Damen – 10-Ball      | Anna Maschirina     | Natalja Seroschtan      | Anna Notschwina    |
| Damen – 10-Ball      | Anna Maschirina     | Natalja Seroschtan      | Darja Sirotina     |
| Damen – 8-Ball       | Darja Sirotina      | Anastassija Netschajewa | Natalja Seroschtan |
| Damen – 8-Ball       | Darja Sirotina      | Anastassija Netschajewa | Xenija Karkawina   |
| Damen – 9-Ball       | Natalja Seroschtan  | Anastassija Netschajewa | Anna Maschirina    |
| Damen – 9-Ball       | Natalja Seroschtan  | Anastassija Netschajewa | Jelena Leonez      |